# Пронкин, Сергей Владимирович
Сергей Владимирович Пронкин (родился 5 декабря 1955 г.) — доктор исторических наук, профессор МГУ им. М. В. Ломоносова. Специализируется на изучении истории политических партий дореволюционной России и истории российского конституционализма.

## Детство и юность
Родился 5 декабря 1955 г. В 1980 г. с отличием окончил исторический факультет Тверского государственного университета. Преподавал в Московском авиационно-технологическом институте.
С 1991 г. — старший преподаватель, доцент МГУ им. М. В. Ломоносова, факультет государственного управления.

## Научная и преподавательская деятельность
"Сначала ничего не получалось, мне поставили 4 за курсач(курсовую работу - пр.ред.) из-за того, что я не был коммунистом. Если бы я был коммунистом, то я бы светился от счастья и ...[невнятные звуки] В общем, хотелось бы меньше четверок за курсовые работы и меньше пересдач в моей юности."
В область научных интересов профессора входит политическая история России и зарубежных стран, государственное управление России и зарубежных стран. В настоящее время читает учебные и специальные курсы, ведет семинарские занятия, руководит курсовыми и дипломными работами, аспирантами. Является ряда монографий и учебников.
Член 3 редколлегий сборников: «Местное самоуправление: современные практики», «Региональное управление: отечественный и зарубежный опыт», «История России. Учебник». Член программного комитета конференции: «XXV Международная научная конференция студентов, аспирантов и молодых ученых „Ломоносов — 2018“».

## Научные труды
Опубликовал 48 статей, 36 книг, 18 дипломных работ, 57 курсовых работ и 108 учебных курсов.
Среди публикаций:
- Пронкин С. В. Вопросы регионального и муниципального управления в Соединённом Королевстве Великобритании и Северной Ирландии — 2021 — издательство ООО «МАКС Пресс» (Москва) , ISBN 978-5-317-06670-3, 160 с.
- Сидоров А., Кошкидько В. Г., Пронкин С. В., Клименко Н. Л., Соловьев К. А. История России в 2 ч. Часть 1. IX — начало XX века : учебник для вузов — 2020 — место издания Юрайт Москва, ISBN 978-5-534-09044-4, 404 с.
- Сидоров А. А., Кошкидько В. Г., Пронкин С. В., Клименко Н. Л., Соловьев К. А. История России в 2 ч. Часть 2. XX — начало XXI века : учебник для вузов. Под редакцией А. В. Сидорова. Часть 2. XX — начало XXI века — 2020 — место издания Юрайт Москва, ISBN 978-5-534-09046-8, 237 с.
- Кошкидько В. Г., Пронкин С. В. Региональное управление: отечественный и зарубежный опыт — 2018 — место издания АРГАМАК-МЕДИА Москва (Moscow), ISBN 978-5-00-024105-9, 320 с.
- Сидоров А. В., Клименко Н. Л., Кошкидько В. Г., Пронкин С. В., Соловьев К. А. История России в 2 Ч. Часть 1. IX — начало XX в. 2-е изд., испр. и доп. Учебник для академического бакалавриата. Под редакцией А. В. Сидорова — 2016 — место издания Юрайт Москва, ISBN 978-5-9916-7805-6, 295 с.
- Сидоров А. В., Кошкидько В. Г., Клименко Н. Л., Пронкин С. В., Соловьев К. А. История России с древнейших времен до наших дней — 2013 — место издания ООО «Издательство Проспект» Москва, ISBN 978-5-392-02207-6, 452 с.
- Айрапетов О. Р., Никонов В. А., Коваленко А. А., Кошкидько В. Г., Полунов А. Ю., Пронкин С. В., Семенникова Л. И. Российская государственность в конце XIX — начале XX в — 2013 — место издания Книжный дом «Университет» Москва, ISBN 978-5-906226-66-2, 340 с.
- Богданов С. В., Клименко Н. Л., Костюченко И. Ю., Кошкидько В. Г., Купцова И. В., Леонтьев Я. В., Пронкин С. В., Сахаров В. А., Семакин С. И., Сидоров А. В., Соловьев К. А., Ткаченко Е. Н., Фоменко М. В., Чубыкин И. В. Модульная программа по дисциплине «Отечественная история» — 2012 — место издания Издательский центр «Аква-Терм» Москва, ISBN 978-5-90561-10-1, 22 с.
- Бледный С. Н., Богданов С. В., Бугаева Т. Б., Голубев Г. А., Городницкий Р. А., Клименко Н. Л., Костюченко И. Ю., Кошкидько В. Г., Купцова И. В., Леонтьев Я. В., Пронкин С. В., Сахаров В. А., Семакин С. И., Сидоров А. В., Ткаченко Е. Н., Толмачев Е. П., Тропин В. И., Фоменко М. В., Чубыкин И. В. Отечественная история. Модульная программа — 2012 — место издания Аква-Терм Москва, ISBN 978-5-902561-10-1, 23 с.
- Пронкин С. В. Правительственный конституционализм в России XVIII — начала XIX века: традиции изучения — 2012 — место издания Издательство Московского университета Москва, ISBN ISBN 978-5-211-06312-9 , 216 с.
- Бугаева Т. Б., Клименко Н. Л., Костюченко И. Ю., КошкидькоВ Г., Купцова И. В., Леонтьев Я. В., Пронкин С. В., Сахаров В. А., Сидоров А. В., Соловьев К. А., Ткаченко Е. Н. Методические рекомендации аспирантам по работе над диссертацией — 2007 — место издания Москва, 48 с.
- Пронкин С. В., Петрунина О. Е. Государственное управление зарубежных стран. 2-е изд. — 2004 — место издания КДУ Москва